# Magdalena Roghman
Magdalena Roghman (auch: Roghmans; * Januar 1637 in Amsterdam; † nach 1669) war eine niederländische Kupferstecherin des Goldenen Zeitalters.

## Leben und Werk
Magdalena Roghman wurde 1637 als eines von sechs Kindern in eine künstlerisch tätige Familie geboren. Ihre Mutter war Maria Savery (* 1598), Tochter des Malers  Jacob Savery (1566–1603) (andere Quellen fälschlich: Roelant Savery), ihr Vater war der Kupferstecher Henrick Lambertsz Roghman. Sie wurde am 13. Januar 1637 getauft.
Ihr Bruder Roelant (* 1627) wurde Landschaftsmaler, ihre ältere Schwester Geertruydt (* 1625) Zeichnerin, Radiererin und Kupferstecherin. Im April 1669 heiratete sie Jan Roelof Heister; über ihr Leben ist ansonsten nichts bekannt.
Von ihren Arbeiten sind nur zwei Stiche überliefert, die in einer Publikation des Bühnenautors Jan Bara aus dem Jahr 1650 (Herstelde vorst, orte Geluckigh ongeluck) enthalten sind. Eins davon ist das Frontispiz mit einer tragischen Bühnenszene, die zweite die spiegelbildliche Kopie eines Stiches von Claes Janszoon Visscher, das einen Stapel Bücher auf einem Regalbrett zeigt (Boeken ob een plank).

Einzelne Exemplare dieser Drucke befinden sich im Kupferstichkabinett des Rijksmuseums Amsterdam. 

Herstelde vorst, orte Geluckigh ongeluck
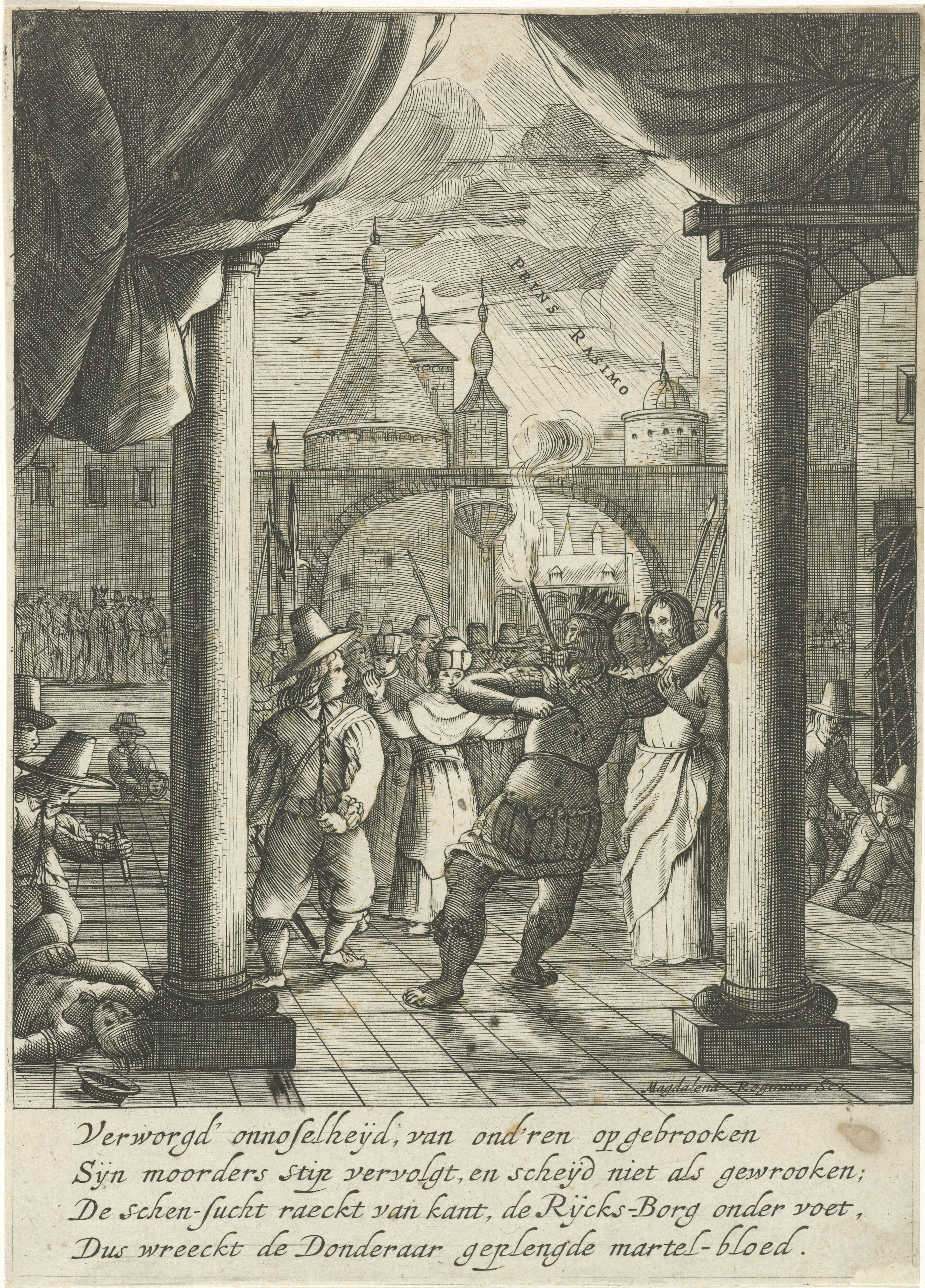
Frontispice voor een treurspel
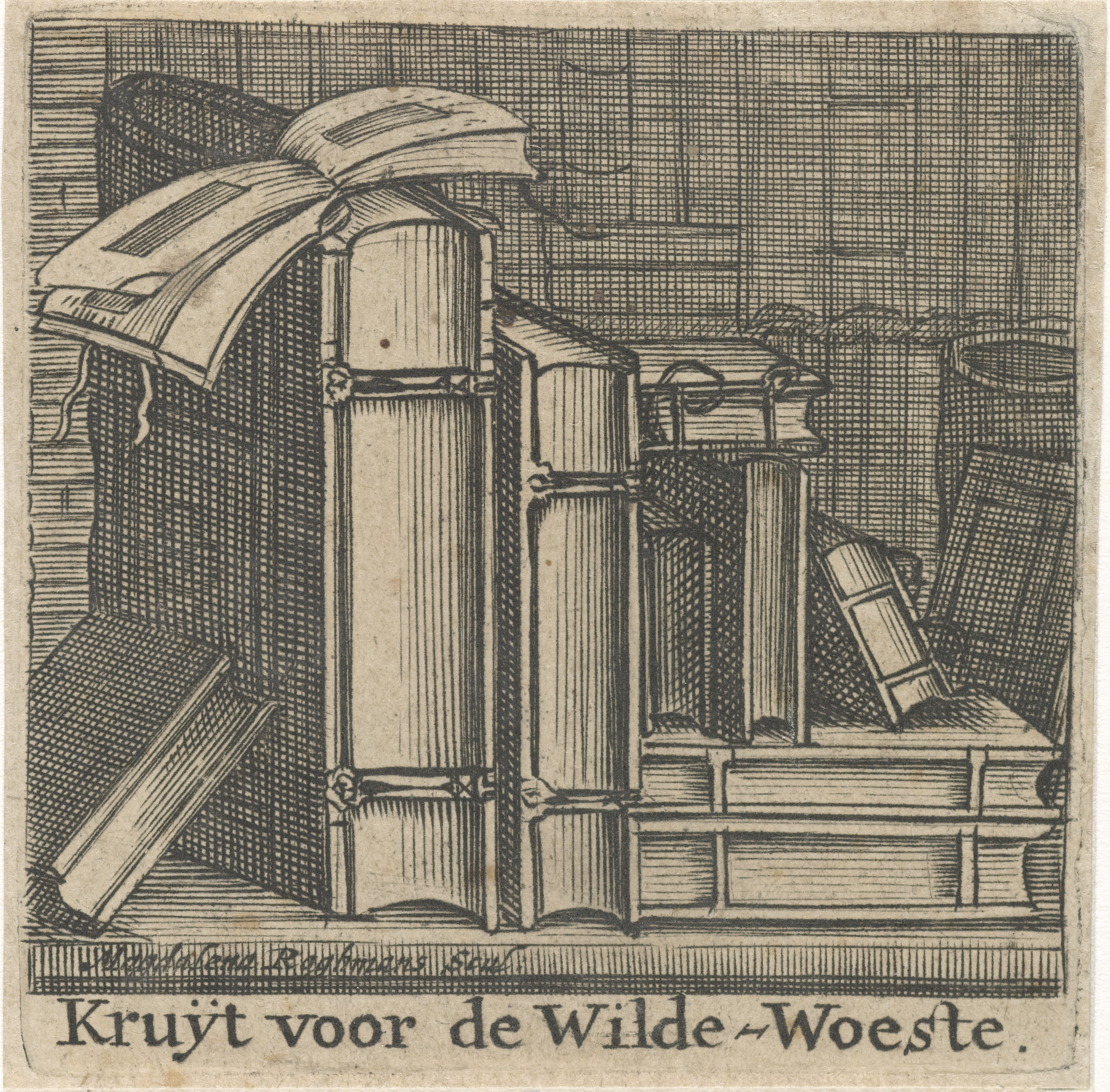
Boeken op een plank (fehlerhaft beschnitten)